# Dysoneuridae
Famille
Les Dysoneuridae sont une famille fossile d'insectes de l'ordre des Trichoptera et du sous-ordre des Integripalpia. Les différentes espèces ont été trouvées dans des terrains datant du Jurassique au Crétacé.

## Liste des genres
- † Burmapsyche
- † Cretapsyche
- † Dysoneura
- † Palaeoludus
- † Prochita
- † Utania